# Église de la Descente-du-Saint-Esprit de Rohatyn
L'église de la Descente-du-Saint-Esprit de Rohatyn est classée comme monument national ukrainien et au Patrimoine mondial de l'UNESCO. Elle est située à Rohatyn en Ukraine.
Elle est édifiée au début du XVIe siècle. L'église est utilisée aujourd’hui comme musée, avec une importante collection d'icônes et de mobilier des XVIe – XIXe siècles, provenant des églises environnantes.

## Voir aussi

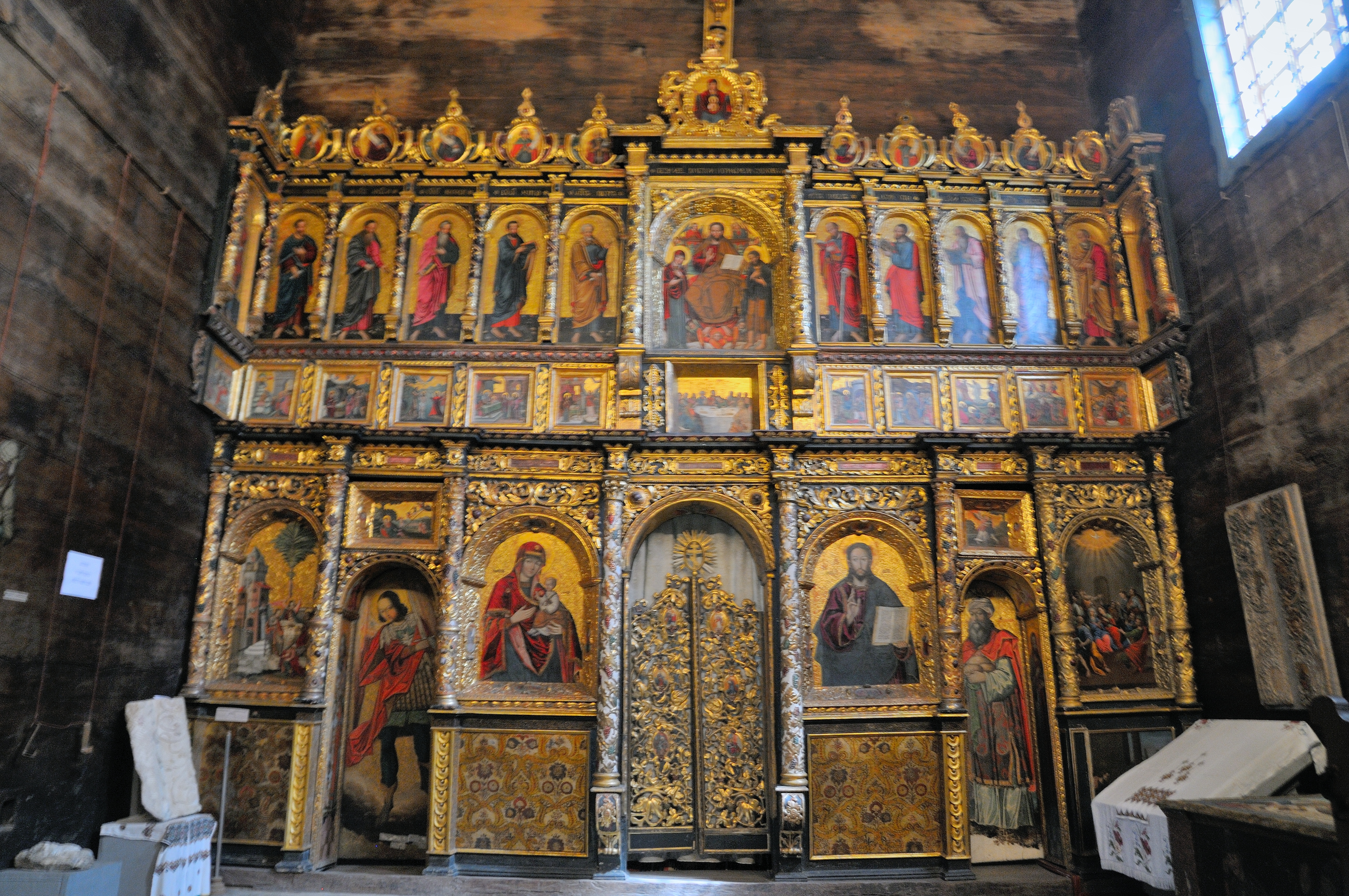
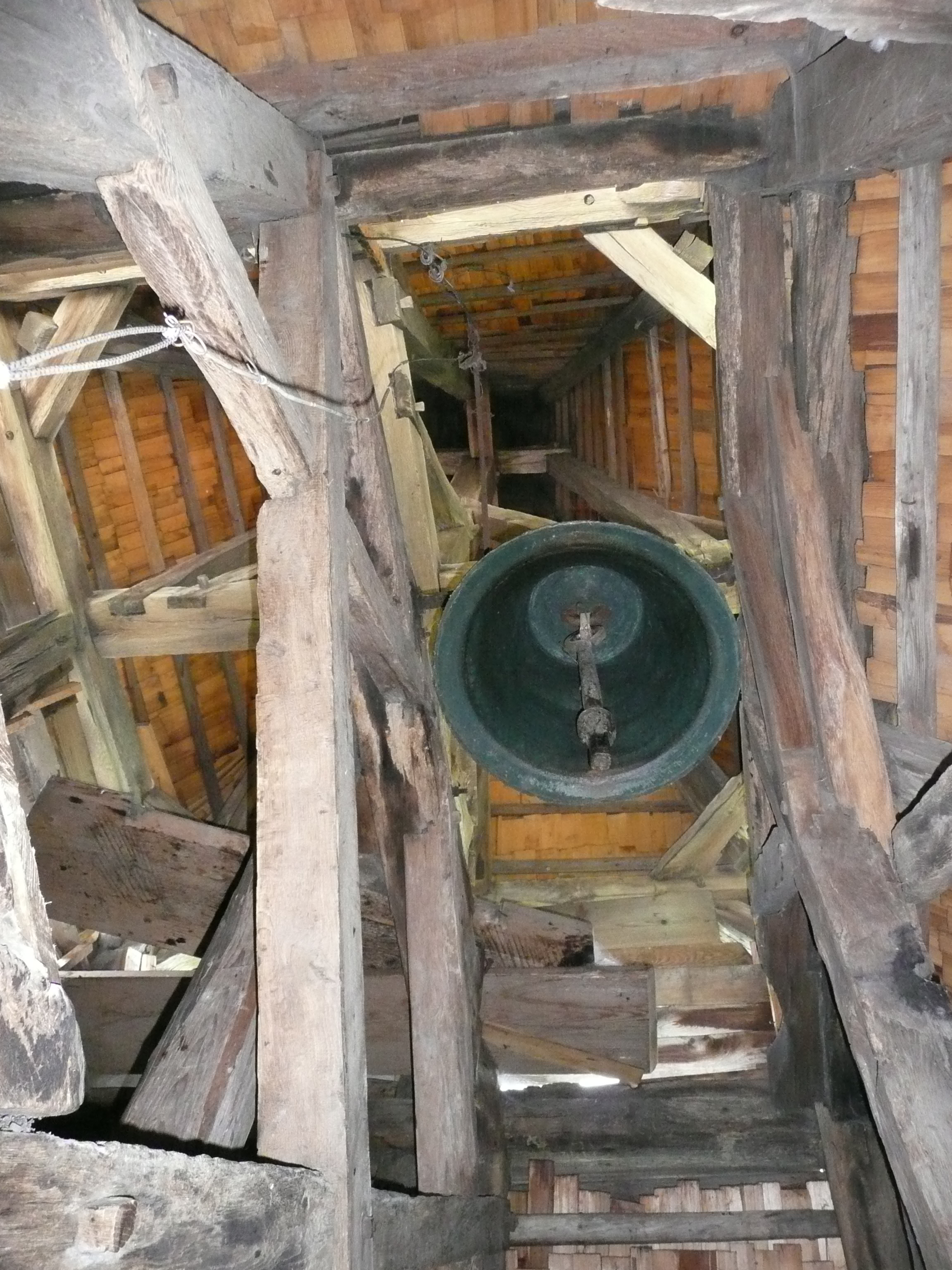
son clocher
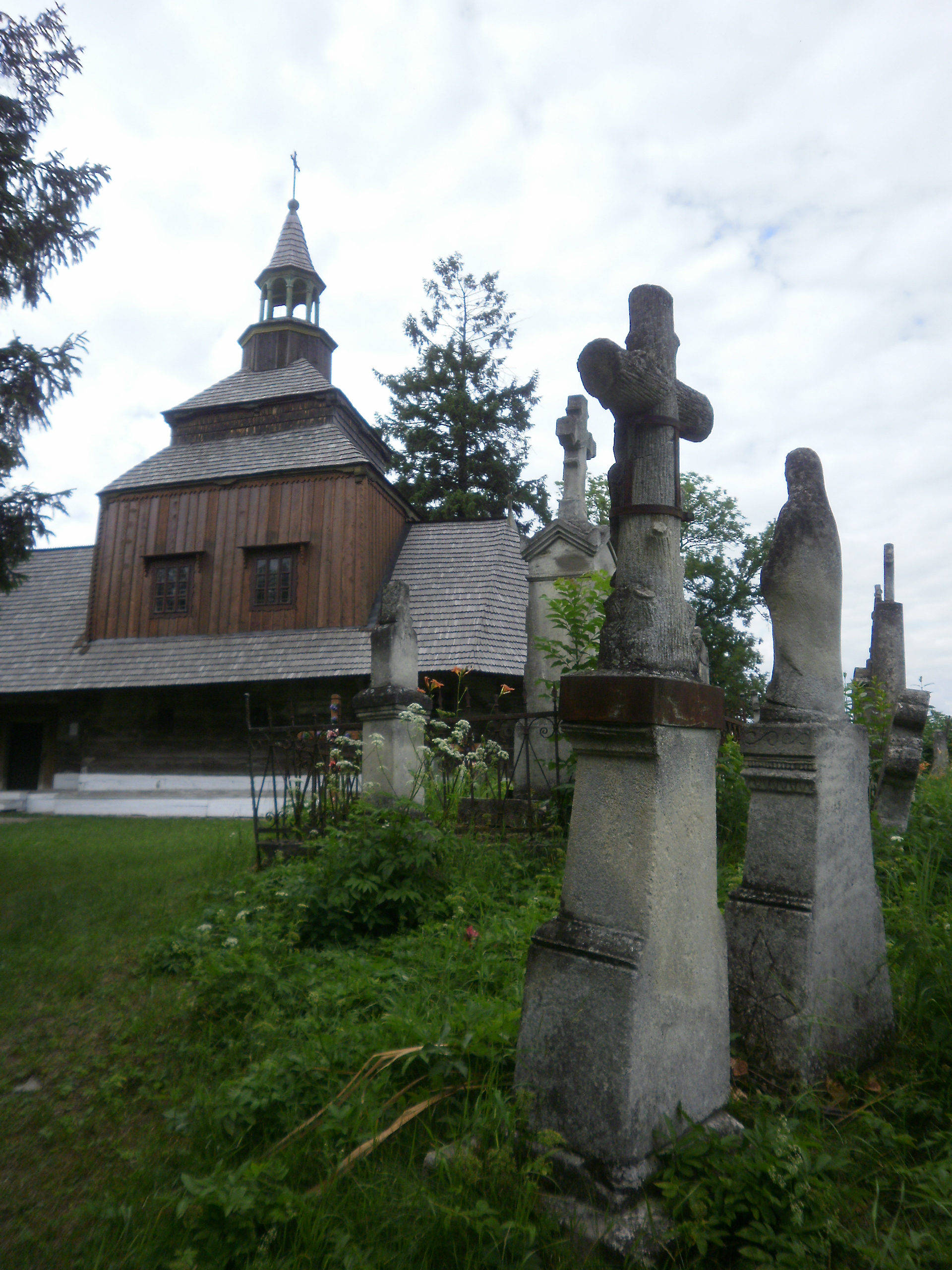
et son cimetière.